# Колістин
Колістин  (або поліміксин Е) — природний поліпептидний антибіотик для парентерального та інгаляційного застосування. Вироблення препарату передбачає використання продуктів життєдіяльності Bacillus polymyxa var. colistinus. Колістин уперше виділений у 1949 році японським ученим Кояма, та застосовується у клінічній практиці з 1959 року.

## Історія відкриття і застосування
Колістин вперше був виділений в Японії в 1949 році вченим Y. Koyama з колби з ферментацією Bacillus polymyxa var. colistinus. Препарат став доступним для клінічного використання вже в  1959 році. 
Колістиметат натрію, став доступним для ін’єкцій у 1959 році. У 1980-х роках використання поліміксину було широко припинено через нефро- та нейротоксичність. Оскільки в 1990-х роках бактерії, стійкі до багатьох лікарських засобів, стали більш поширеними, незважаючи на токсичність, колістин почали шукати як екстрене рішення. 
Колістин використовувався в сільському господарстві, зокрема в Китаї з 1980-х років. У 2015 році виробництво Китаю для сільського господарства перевищило 2700 тонн. У 2016 році Китай заборонив використання колістину для стимулювання росту худоби.

## Фармакологічні властивості
Колістин — природний поліпептидний антибіотик. Препарат діє бактерицидно, пошкоджуючи клітинні мембрани бактерій як катіонні агенти. Колістин має обмежений спектр антибактеріальної дії. До препарату чутливі грамнегативні бактерії Acinetobacter spp., Citrobacter spp., Escherichia coli, Haemophilus influenzae, Pseudomonas aeruginosa, Enterobacter spp., сальмонелли, шиґелли, клебсієли (у тому числі Klebsiella pneumoniae), часто полірезистентні до інших антибіотиків. Більшість інших грамнегативних бактерій та усі грампозитивні бактерії нечутливі до колістину.

### Фармакокінетика
Колістин швидко всмоктується при введенні в організм як інгаляційно, так і при внутрішньовенній інфузії. Максимальна концентрація в крові досягається протягом 10 хвилин після внутрішньовенного введення. Після інгаляційного введення відмічається потенційно терапевтична концентрація препарату в крові. Накопичення препарату відбувається в нирках, печінці, мозку, серці та м'язах. Виводиться препарат з організму нирками у вигляді активних метаболітів, але метаболізм колістину невідомий. Препарат проникає через плацентарний бар'єр та виділяється в грудне молоко. Період напіввиведення препарату, визначений на здорових добровольцях, складає 1,5 години; у пацієнтів з муковісцидозом складає 3,4±1,4 години. Час напіввиведення збільшується у пацієнтів з нирковою недостатністю.

## Показання до застосування
Колістин показаний при лікуванні тяжких інфекцій, що спричинюють чутливі до нього грамнегативні бактерії, коли інші системні антибіотики неефективні або протипоказані (у тому числі у дітей); та в інгаляційній формі — лікування хворих на муковісцидоз, що мають легеневу інфекцію, яку спричинює Pseudomonas aeruginosa.

## Побічна дія
При застосуванні колістину можливі наступні побічні ефекти:
- Алергічні реакції — нечасто висипання на шкірі, кропив'янка, гарячка.
- З боку нервової системи — нечасто парестезії, запаморочення; рідко порушення зору, атаксія, сплутаність свідомості, психоз, порушення мови, гіпотонія, порушення нервово-м'язової передачі. Побічна дія з боку нервової системи частіше спостерігається при передозуванні препарату або супутній нирковій недостатності у хворих.
- З боку дихальної системи — бронхоспазм, кашель, кандидоз верхніх дихальних шляхів (частіше при інгаляційному застосуванні).
- З боку сечовидільної системи — ниркова недостатність (до 20 % випадків при внутрішньовенному застосуванні, при інгаляційному застосуванні — близько 1 % випадків).

## Протипоказання
Колістин протипоказаний при підвищеній чутливості до препарату, при міастенії. З обережністю рекомендується застосовувати препарат під час вагітності. Під час лікування колістином рекомендується припинити годування грудьми.

## Форми випуску
Колістин випускається у вигляді порошку в флаконах для ін'єкцій по 1000000 та 200000 МО.

## Застосування у ветеринарії
Колістин застосовується у ветеринарії при кишкових інфекціях, викликаних чутливими до антибіотику збудниками. Препарат використовується для лікування телят (до 3 місяців), свиней та свійської птиці. Випускається препарат для ветеринарного використання у пакетах по 1 кг із вмістом діючої речовини 4 800 000 МО/г. Колістин випускається для ветеринарного використання також у комбінації з енроксацином у розчині по 1000 мл, який містить у 100 мл 10 г енроксацину та 100 млн. МО колістину. Комбінований препарат використовується для лікування захворювань травної та дихальної систем у телят, свиней та свійської птиці.

## Біосинтез
Біосинтез колістину вимагає використання трьох амінокислот: треоніну , лейцину та 2,4-діаміномасляної кислоти. Лінійна форма колістину синтезується перед циклізацією. Біосинтез нерибосомних пептидів починається з модуля завантаження, а потім додавання кожної наступної амінокислоти. Наступні амінокислоти додаються за допомогою домену аденілювання (A), домену білка-переносника пептиду (PCP), домену епімеризації (E) і домену конденсації (C). Циклізація здійснюється тіоестеразою.  Першим кроком є наявність домену завантаження, 6-метилгептанової кислоти, асоційованого з доменами A та PCP. Тепер із доменом C, A та PCP, пов’язаним із 2,4-діаміномасляною кислотою. Це продовжується з кожною амінокислотою, доки лінійний пептидний ланцюг не буде завершено. Останній модуль матиме тіоестеразу для завершення циклізації та утворення продукту колістину.

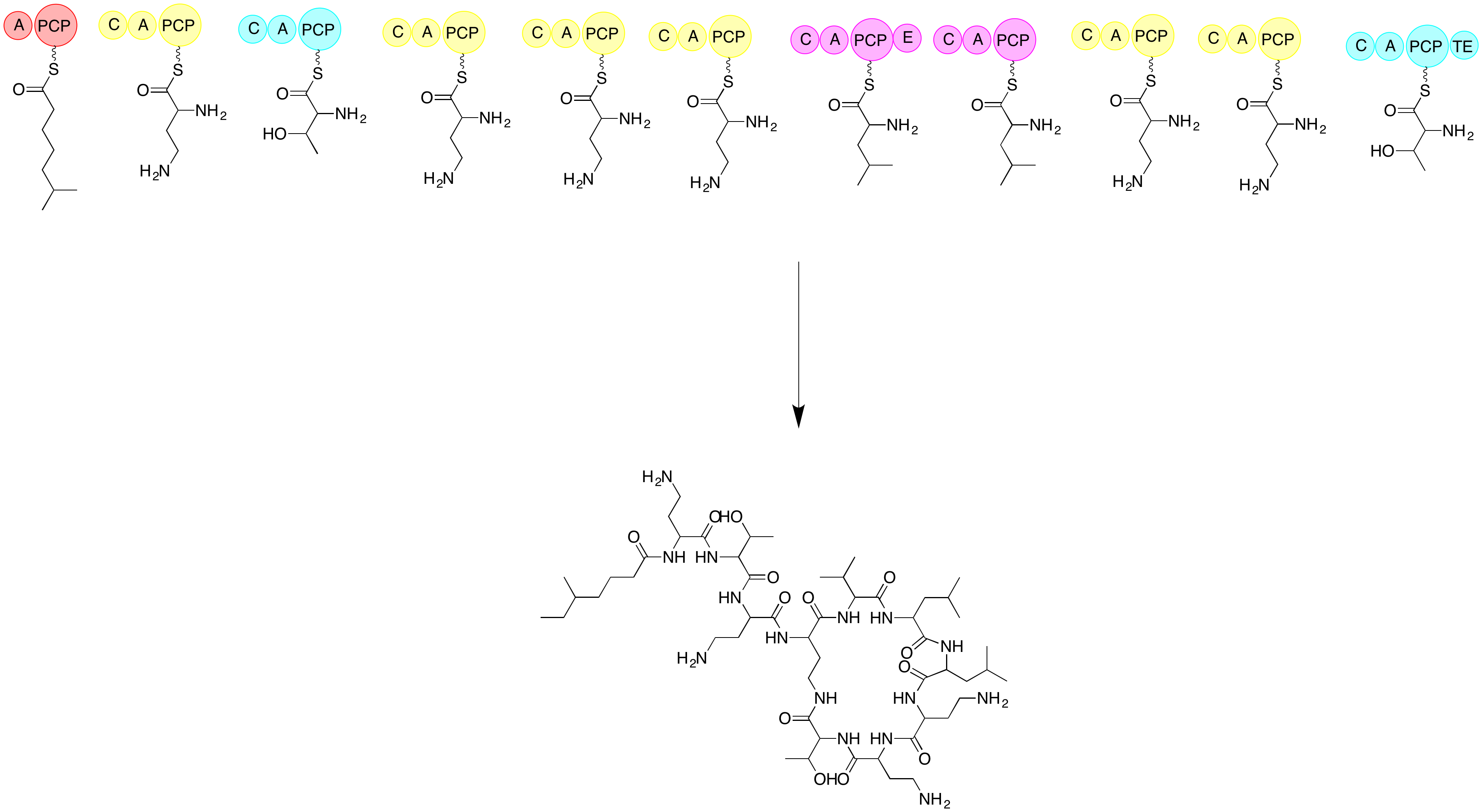
Біосинтез колістину

## Інші поліпептидні антибіотики
- Тиротрицин